# Doctor Who (20.ª temporada clássica)
A vigésima temporada clássica da série de televisão britânica de ficção científica Doctor Who estreou em 3 de janeiro de 1983 com o serial Arc of Infinity e terminou em 16 de março do mesmo ano com The King's Demons. Ainda houve um especial de 20 anos da série intitulado The Five Doctors que foi ao ar em 25 de novembro de 1983. Estrelou Peter Davison como o Quinto Doutor, Sarah Sutton como Nyssa, Janet Fielding como Tegan Jovanka, Mark Strickson como Vislor Turlough e Gerald Flood como a voz de Kamelion.

## Elenco

### Principal
- Peter Davison como o Quinto Doutor
- Sarah Sutton como Nyssa
- Janet Fielding como Tegan Jovanka
- Mark Strickson como Vislor Turlough
- Gerald Flood como a voz de Kamelion

### Recorrente
- Anthony Ainley como o Mestre
- Valentine Dyall como o Guardião Negro
- Paul Jerricho como o Castellan

### Convidados
- Richard Hurndall como o Primeiro Doutor
- Patrick Troughton como o Segundo Doutor
- Jon Pertwee como o Terceiro Doutor
- Carole Ann Ford como Susan Foreman
- Nicholas Courtney como Brigadeiro Lethbridge-Stewart
- Elisabeth Sladen como Sarah Jane Smith
- Frazer Hines como Jamie McCrimmon
- Wendy Padbury como Zoe Heriot
- Caroline John como Liz Shaw
- Richard Franklin como Mike Yates

## Seriais
| 123 | 1 | Arc of Infinity   | Ron Jones     | Johnny Byrne       | 3 de janeiro de 19835 de janeiro de 198311 de janeiro de 198312 de janeiro de 1983           | 6E | 7,27,36,97,2 | 69706766 |
| Extrato de bio-dados do Doutor é roubado da matriz em Gallifrey. Logo depois, um ser de um universo antimatéria começa a se ligar geneticamente ao Doutor. Ele e Nyssa retornam a Gallifrey, apenas para o Alto Conselho ordenar sua execução - enquanto na Terra, sem o conhecimento de seus amigos, a busca de Tegan por sua prima desaparecida em Amsterdã está de alguma forma ligada aos eventos também. Cabe a Nyssa descobrem a identidade de um traidor no Alto Conselho e desvendam o inimigo manipulando o Doutor - uma entidade que há muito anseia por vingança contra o próprio Doutor e contra os próprios Senhores do Tempo.                      |   |                   |               |                    |                                                                                              |    |              |          |
| 124 | 2 | Snakedance        | Fiona Cumming | Christopher Bailey | 18 de janeiro de 1983 19 de janeiro de 1983 25 de janeiro de 1983 26 de janeiro de 1983      | 6D | 6,77,76,67,4 | 656667   |
| A Mara mais uma vez assume o controle da mente de Tegan e a compele a dirigir a TARDIS para Manussa, sede de seu império outrora poderoso. Gerações anteriores, a Mara foi expulsa de Manussa com o uso do Grande Cristal, um dispositivo que aumenta as habilidades mentais de seus usuários. Agora, a Mara pretende usar o Cristal para retornar ao poder. Cabe ao Doutor descobrir as terríveis origens da Mara e procurar o único homem que possa mostrar-lhe como derrotar a Mara no combate psíquico. |   |                   |               |                    |                                                                                              |    |              |          |
| 125 | 3 | Mawdryn Undead    | Peter Moffatt | Peter Grimwade     | 1 de fevereiro de 19832 de fevereiro de 19838 de fevereiro de 19839 de fevereiro de 1983     | 6F | 6,57,57,47,7 | 67706768 |
| Um alienígena chamado Turlough vive em segredo entre meninos em um colégio interno onde o Brigadeiro agora está ensinando matemática. Ele é contatado pelo Guardião Negro, que quer que ele mate o Doutor. A TARDIS, por sua vez, trouxe o Doutor, Nyssa e Tegan para uma estação espacial presa em uma elipse da urdidura. Ele serve como uma prisão para uma equipe de cientistas liderados por Mawdryn, que tentou roubar os segredos dos Senhores do Tempo e, em vez disso, colocou ele e os cientistas em um estado de regeneração perpétua. Cabe ao Doutor encontrar alguma maneira de ajudar Mawdryn, mas isso pode custar-lhe as regenerações restantes. |   |                   |               |                    |                                                                                              |    |              |          |
| 126 | 4 | Terminus          | Mary Ridge    | Stephen Gallagher  | 15 de fevereiro de 198316 de fevereiro de 198322 de fevereiro de 198323 de fevereiro de 1983 | 6G | 6,87,56,57,4 | 65676467 |
| A sabotagem de Turlough faz com que a TARDIS faça um pouso de emergência em uma estação espacial chamada Terminus, onde as vítimas da horrível e virulenta doença de Lazar vão morrer. O Doutor descobre que o Terminus é alimentado por dois enormes motores, um dos quais explodiu há muito tempo, um evento que instigou o Big Bang e a criação do universo. Agora o outro motor também está à beira de detonar - um evento que terá consequências cataclísmicas para o cosmos. |   |                   |               |                    |                                                                                              |    |              |          |
| 127 | 5 | Enlightenment     | Fiona Cumming | Barbara Clegg      | 1 de março de 19832 de março de 19838 de março de 19839 de março de 1983                     | 6H | 6,67,26,27,3 | 67656870 |
| Sob a influência fracassada do Guardião Branco, a TARDIS se materializa no que parece ser um iate de corrida eduardiano. É logo revelado ser uma nave espacial habilmente disfarçada, competindo em uma corrida interplanetária. Os competidores são Eternos, seres imortais incapazes de imaginação ou pensamento criativo, enquanto a tripulação é mortal, em cuja mente os Eternos buscam inspiração. O prêmio na corrida é o Iluminismo, oferecido pelos Guardiões Negros e Brancos. Um dos Eternos, o cruel capitão Wrack, está em aliança com o Guardião Negro, no entanto, e não vai parar em nada para vencer.                                           |   |                   |               |                    |                                                                                              |    |              |          |
| 128 | 6 | The King's Demons | Tony Virgo    | Terence Dudley     | 15 de março de 198316 de março de 1983                                                       | 6J | 5,87,2       | 6563     |
| O Doutor, Tegan e Turlough se encontram em 1215 na Inglaterra. Eles chegam ao castelo de Ranulf Fitzwilliam e ficam surpresos ao encontrar o rei John lá também, especialmente porque ele deveria estar em Londres ao mesmo tempo, envolvido nos eventos que levarão à assinatura da Carta Magna. Os viajantes do tempo descobrem que o rei não é quem ele alega - na verdade, ele é um robô transformador chamado Kamelion sob a influência do Mestre, que está tentando irreversivelmente perverter o curso da história da Terra. |   |                   |               |                    |                                                                                              |    |              |          |
| Especial |   |                   |               |                    |                                                                                              |    |              |          |
| 129 | – | The Five Doctors  | Peter Moffatt | Terrance Dicks     | 25 de novembro de 1983                                                                       | 6K | 7,7          | 75       |
| Enquanto o Quarto Doutor e Romana estão presos em um redemoinho do tempo, o Primeiro, Segundo, Terceiro e Quinto Doutores - juntamente com muitos de seus companheiros - são atraídos por uma figura misteriosa para a Zona da Morte proibida em Gallifrey. Lá, eles se dirigem para a Torre Negra, na qual Rassilon está sepultado, encontrando um número de seus inimigos mais mortais no caminho. Quando o Quinto Doutor encontra uma maneira de se teletransportar para o Capitólio, no entanto, ele descobre evidências de um traidor no Alto Conselho. Todos estão envolvidos no Jogo de Rassilon, cujo prêmio é a própria imortalidade.                   |   |                   |               |                    |                                                                                              |    |              |          |

## Lançamentos em DVD
| História | Número e duração dos episódios                                  | Data de lançamento na Região 2 | Data de lançamento na Região 4 | Data de lançamento na Região 1 |
| --- | --------------------------------------------------------------- | ------------------------------ | ------------------------------ | ------------------------------ |
| Arc of Infinity Apenas disponível como parte do box Time-Flight/Arc of Infinity nas Regiões 2 e 4. Disponível apenas individualmente na Região 1. | 4 × 25 min.                                                     | 6 de agosto de 2007            | 5 de setembro de 2007          | 6 de novembro de 2007          |
| Snakedance Apenas disponível como parte do box Mara Tales nas Regiões 2 e 4. Disponível apenas individualmente na Região 1.                       | 4 × 25 min.                                                     | 7 de março de 2011             | 7 de abril de 2011             | 12 de abril de 2011            |
| Black Guardian Trilogy: Mawdryn Undead (4 episódios) Terminus (4 episódios) Enlightenment (4 episódios)                                           | 12 × 25 min. 1 × 75 min. (Enlightenment edição especial)        | 10 de agosto de 2009           | 5 de novembro de 2009          | 3 de novembro de 2009          |
| The King's Demons Apenas disponível como parte do box Kamelion Tales nas Regiões 2 e 4. Disponível apenas individualmente na Região 1.            | 2 × 25 min.                                                     | 14 de junho de 2010            | 5 de agosto de 2010            | 7 de setembro de 2010          |
| The Five Doctors – edição especial | 1 × 100 min. (edição especial)                                  | 1 de novembro de 1999          | 9 de outubro de 2000           | 11 de setembro de 2001         |
| The Five Doctors – edição de 25 anos | 1 × 90 min. (versão transmitida) 1 × 100 min. (edição especial) | 3 de março de 2008             | 8 de maio de 2008              | 5 de agosto de 2008            |

## Romantizações
| História          | Título do romance | Autor          | Publicação              |
| ----------------- | ----------------- | -------------- | ----------------------- |
| Arc of Infinity   | Arc of Infinity   | Terrance Dicks | 21 de julho de 1983     |
| Snakedance        | Snakedance        | Terrance Dicks | 21 de janeiro de 1984   |
| Mawdryn Undead    | Mawdryn Undead    | Peter Grimwade | 18 de agosto de 1984    |
| Terminus          | Terminus          | John Lydecker  | 16 de junho de 1983     |
| Enlightenment     | Enlightenment     | Barbara Clegg  | 24 de maio de 1984      |
| The King's Demons | The King's Demons | Terence Dudley | 16 de fevereiro de 1986 |
| The Five Doctors  | The Five Doctors  | Terrance Dicks | 24 de novembro de 1983  |